# Dina (nome)
Dina  è un nome proprio di persona italiano femminile.

## Varianti
- Maschili: Dino[1]

### Varianti in altre lingue
- Ebraico: דִּינָה (Dinah)[2]
- Greco biblico: Δινα (Dina)[2]
- Inglese: Dinah[2], Dina[2]
- Latino: Dina[2]

## Origine e diffusione
Il nome Dina ha due origini possibili: in un caso si tratta di un nome di origine biblica, portato da Dina, figlia di Giacobbe e di Lia. Continua l'ebraico דִּינָה (Dinah), che significa "giudicata". Tale nome è in uso anche nella lingua inglese, sin dal tempo della Riforma Protestante.
La seconda origine è analoga a quella del nome maschile Dino, cioè come ipocoristico di altri nomi che terminano in -dina, ad esempio Aldina, Ondina, Bernardina e via dicendo.

## Onomastico
L'onomastico può essere festeggiato il 4 settembre in memoria della beata Dina Bélanger, vergine e religiosa canadese.

## Persone
- Dina Barberini, soprano italiano
- Dina Bélanger, religiosa canadese
- Dina Bellotti, pittrice italiana

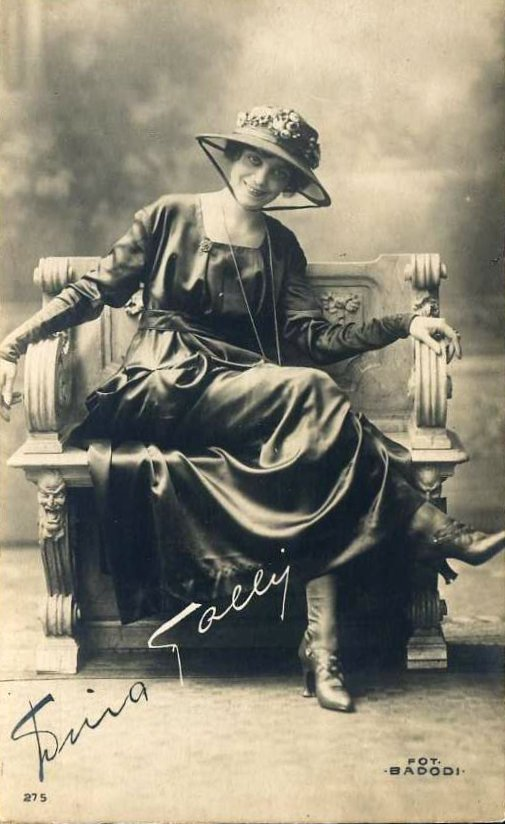
Dina Galli

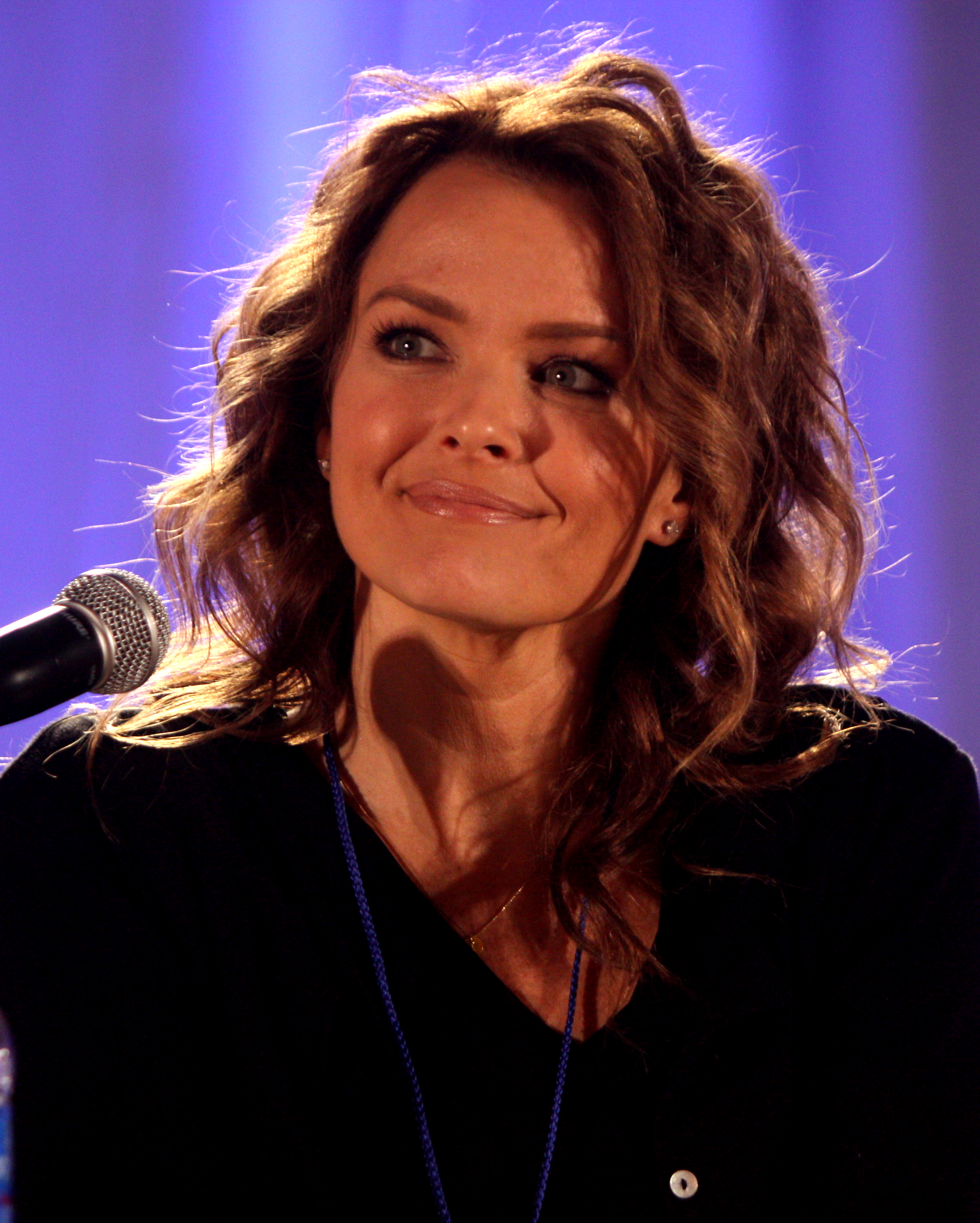
Dina Meyer

- Dina Bertoni Jovine, scrittrice, giornalista e pedagogista italiana
- Dina Boldrini, cantante e cantastorie italiana
- Dina De Santis, attrice italiana
- Dina Eastwood, giornalista, conduttrice televisiva e attrice statunitense
- Dina Fasano, cantante italiana
- Dina Ferri, poetessa italiana
- Dina Galiakbarova, schermitrice russa
- Dina Galli, attrice italiana
- Dina Gralla, attrice e ballerina tedesca
- Dina Luce, giornalista, scrittrice, conduttrice radiofonica e presentatrice televisiva italiana
- Dina Manfredini, supercentenaria italiana
- Dina Merrill, attrice statunitense
- Dina Meyer, attrice statunitense
- Dina Perbellini, doppiatrice e attrice italiana
- Dina Rae, rapper statunitense
- Dina Rinaldi, giornalista italiana
- Dina Romano, attrice e doppiatrice italiana
- Dina Sassoli, attrice teatrale e attrice cinematografica italiana
- Dina Spybey, attrice statunitense
- Dina Tersago, modella belga
- Dina Titus, politica statunitense

### Variante Dinah

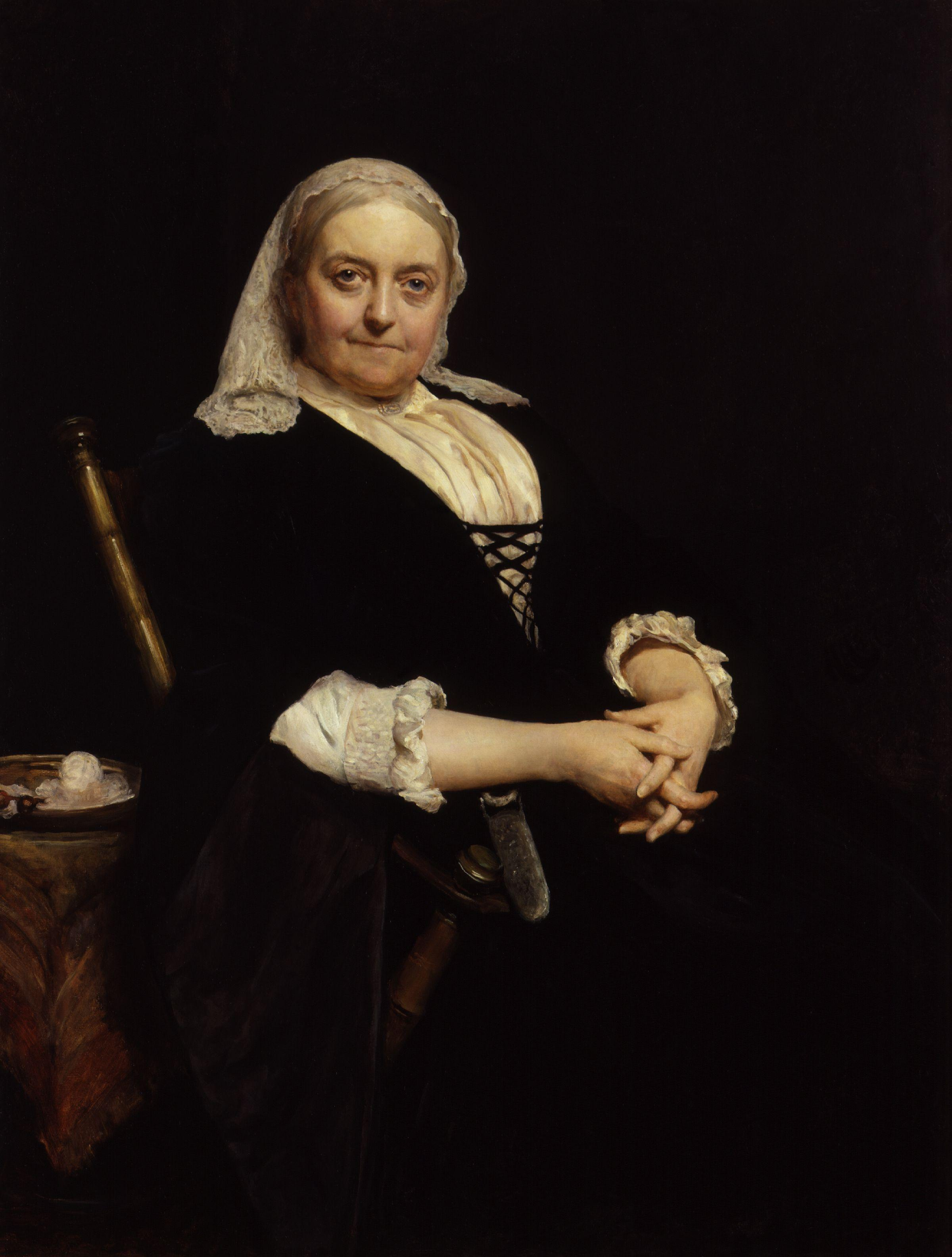
Dinah Craik

- Dinah Craik, scrittrice e poetessa britannica
- Dinah Shore, cantante, attrice e personaggio televisivo statunitense
- Dinah Washington, cantante statunitense

## Il nome nelle arti
- Dinah è un personaggio minore della Banda Disney, una cagnolina di razza bassotta.
- Dinah Drake Lance e Dinah Laurel Lance sono due identità di Black Canary, un personaggio dei fumetti DC Comics.
- Dinah Laurel Lance (anche conosciuta come Laurel Lance) è inoltre un personaggio di spicco nella serie televisiva Arrow targata DC Comics, nella quale riveste il ruolo di personaggio principale femminile. Dinah Lance invece, personaggio meno ricorrente ma comunque importante per la serie, è conosciuta come la madre di Laurel.
- Dinah Marler è un personaggio della soap opera statunitense Sentieri.
- Dinah Redmond è un personaggio della serie televisiva Birds of Prey.

## Toponimi
- 17472 Dinah è un asteroide della fascia principale.

## Curiosità
- Dina e Clarenza sono due personaggi leggendari, legate all'assedio di Messina da parte di Carlo I d'Angiò durante il Vespro siciliano.